# حيدر عبد الشافي

حيدر عبد الشافي عام 1962

حيدر عبد الشافي معه منير محمد الريِّس في القاهرة عام 1965

حيدر محي الدين درويش عبد الشافي (10 يونيو 1919 - 24 سبتمبر 2007)، طبيب وسياسي فلسطيني؛ رأس وفد فلسطين المفاوض في مؤتمر مدريد للسلام. كوَّن قناعة بأن إسرائيل لا تريد السلام.

## حياته
ولد وعاش في قطاع غزة وتلقى علومه الابتدائية فيها، ثم أرسل إلى الكلية العربية في القدس لمتابعة دراسته الثانوية، وبعد تخرجه منها في عام 1936 توجه إلى لبنان والتحق بالجامعة الأميركية في بيروت ودرس الطب والجراحة. وأثناء دراسته في الجامعة تعرف إلى حركة القوميين العرب التي أبصرت النور فيها، والتحق بصفوفها لبعض الوقت. تخرج طبيب بعام 1943، وتوجه بعدها للعمل في مدينة يافا حيث وظف في مستشفى البلدية التابعة لسلطة الانتداب البريطاني، وأمضى سنوات الحرب العالمية الثانية في عدة أماكن داخل فلسطين وشرق الأردن. وبعد نهاية الحرب ترك الجيش وفتح لنفسه عيادة خاصة في غزة وشارك بتأسيس الجمعية الطبية الفلسطينية عام 1945. غادر إلى الولايات المتحدة وتخصص في الجراحة العامة بأحد المستشفيات الكبرى بمدينة دايتون في ولاية أوهايو، وفي عام 1954 عاد إلى قطاع غزة وكان قد وضع تحت الإدارة المصرية. عمل جراحاً في مستشفى تل الزهور التابع للإدارة المصرية. خلال العدوان الثلاثي على مصر عام 1956 احتلت إسرائيل القطاع ونصبت على مدينة غزة مجلس بلدي لإدارة شؤونها واختارته ضمن أعضائه ولكنه رفض المشاركة به.[بحاجة لمصدر]
في عام 1960 عاد إلى مزاولة عمله الطبي الخاص. لكنه اختير عام 1962 رئيساً للسلطة التشريعية للقطاع حتى عام 1964 عندما شارك في أول مؤتمر وطني فلسطيني عقد ذلك العام في مدينة القدس، وهو المؤتمر الذي أسست فيه منظمة التحرير الفلسطينية تحت رئاسة أحمد الشقيري.[بحاجة لمصدر]
بين عامي 1964 و1965 خدم كعضو في اللجنة التنفيذية لمنظمة التحرير، وعزز منذ ذلك الحين بفضل نشاطيه الطبي والسياسي الوطني مواقعه الشعبية في معقله السياسي ومسقط رأسه غزة، وصار بحلول عام 1966 الزعيم الأبرز في القطاع. [بحاجة لمصدر]
بعد احتلال إسرائيل لغزة للمرة الثانية في عام 1967 عمل كطبيب متطوع في مستشفى الشفاء بالقطاع، واعتقلته السلطات الإسرائيلية لبعض الوقت بتهمة تأييد سياسات أحمد الشقيري زعيم منظمة التحرير الفلسطينية ومؤسسها. وواصل بعد إطلاق سراحه تحدي السلطات الإسرائيلية رافضاً أي شكل من أشكال التعاون معها، فنفته بأوامر مباشرة من وزير الدفاع موشيه دايان إلى نخل (سيناء) بوسط شبه جزيرة سيناء لمدة ثلاثة أشهر، ومن ثم إلى لبنان في يوم 12 سبتمبر 1970 مع خمسة من الزعماء الوطنيين وذلك رداً على إقدام الجبهة الشعبية على اختطاف 3 طائرات مدنية نسفت لاحقاً في الصحراء الأردنية.[بحاجة لمصدر]
في عام 1972 أسس وأدار جمعية الهلال الأحمر الفلسطيني في قطاع غزة وجعلها مسرحاً للعون الطبي والنشاطات الاجتماعية والثقافية. شارك في الوفد الأردني - الفلسطيني المشترك إلى مؤتمر مدريد للسلام والذي عقد بعام 1991، وبعدها أسندت إليه مهمة رئاسة الوفد الفلسطيني المفاوض في مباحثات واشنطن على امتداد 22 شهراً خلال عامي 1992 و1993 إلى أن استقال من الوفد في أبريل 1993 بسبب استمرار الخلاف على عقدة المستوطنات الإسرائيلية التي رفض أن تسوية لا تنص على إزالتها. وبعد مناشدته وقبوله العودة إلى مائدة التفاوض فإنه استقال وانسحب مجدداً في الشهر التالي.[بحاجة لمصدر]
اُنتخب عضوًا في المجلس التشريعي الفلسطيني بعد الانتخابات العامة الفلسطينية عام 1996 حيث حصل على 58,229 صوتًا في دائرة محافظة غزة ممثلًا عن الائتلاف الوطني الديموقراطي. واختير لرئاسة اللجنة السياسية في المجلس. وفي 30 مارس 1998 انسحب من المجلس على أساس إنه يستحيل على المجلس بالنظر إلى سلطاته المحدودة إحداث أي تغيير نحو الأفضل في وضع الفلسطينيين، ودعا إلى مزيد من الديمقراطية داخل السلطة الوطنية الفلسطينية وإنشاء قيادة وحدة وطنية تجمع تحت لوائها كل الفصائل والتيارات. أيّد الانتفاضة الفلسطينية الثانية معتبراً أنها رفض طبيعي تلقائي لعشر سنوات من التفاوض العقيم مع إسرائيل وإنها استغلت كل الفرص حالات أمر واقع على الأرض. كما شكك بصدقية خريطة الطريق التي تدعمها الولايات المتحدة.[بحاجة لمصدر]
أسّس مع د. مصطفى البرغوثي والأستاذ إبراهيم الدقاق والراحل د. إدوارد سعيد وخمسمائة شخصية فلسطينية حركة المبادرة الوطنية الفلسطينية في العام 2002 التي تولًى في حياته مهمة أمينها العام، وهي حركة سياسية اجتماعية تؤمن بأن الوحدة الوطنية هي صمام الأمان الحامي لنضال الشعب الفلسطيني ولحقوقه المشروعة في الحل العادل.[بحاجة لمصدر]
في 15 يناير 2004، عينه الرئيس الفلسطيني ياسر عرفات رئيسًا للجنة رعاية مقابر محافظات قطاع غزة.
في 28 أغسطس 2006، عينه الرئيس الفلسطيني محمود عباس عضوًا في اللجنة المُكلفة بإدارة بلدية غزة.

## وفاته
توفي حيدر عبد الشافي يوم 24 سبتمبر 2007 وهو يبلغ من العمر 88 عاما. توفي مخلفاً وراءه زوجته وأربع من أولاده وسبعة من أحفاده وشيعت جنازته وشارك فيها الخصمان يمشون جنباً إلى جنب أنصار فتح وأنصار حماس.

## أوسمة وتكريمات
في 8 أبريل 2007، منحه الرئيس الفلسطيني محمود عباس وسام نجمة الشرف الفلسطيني وذلك؛ «تقديراً لدوره الكبير وعطائه المميز في خدمة شعبنا الفلسطيني، لنيل حقوقه الوطنية العادلة، ودوره النضالي من خلال مواقعه التي شغلها».
في 7 نوفمبر 2007، قرر الرئيس الفلسطيني محمود عباس تسمية كلية طب الأسنان في جامعة الأزهر بغزة باسم كلية د. حيدر عبد الشافي لطب الأسنان.

## روابط خارجية
- حيدر عبد الشافي على موقع IMDb (الإنجليزية)
- حيدر عبد الشافي على موقع مونزينجر (الألمانية)